# Coppa Europa dei 10000 metri 2009
La Coppa Europa dei 10000 metri 2009 si è tenuta a Ribeira Brava, in Portogallo il 6 giugno.

## Classifiche
| Pos. | Nazione    | Prestazione |
| ---- | ---------- | ----------- |
| 1    | Portogallo | 1:25:04.56  |
| 2    | Russia     | 1:25:35.97  |
| 3    | Spagna     | 1:25:40.00  |
| 4    | Italia     | 1:27:41.60  |

| Pos. | Nazione     | Prestazione |
| ---- | ----------- | ----------- |
| 1    | Portogallo  | 1:34:57.71  |
| 2    | Regno Unito | 1:40:44.06  |